# João Henrique Sampaio Vieira da Silva
João Henrique Sampaio Vieira da Silva (Fortaleza, 19 de junho de 1896 — 1974) foi um político brasileiro. Exerceu o mandato de deputado federal constituinte por Minas Gerais em 1946.
Em 20 de maio de 1922 assassinou o escritor, jornalista e professor Moisés Augusto Santana